# Рахматулин, Шамиль Саидович
Шамиль Саидович Рахматулин (тат. Шәмил Рәхмәтуллин; 1920—1943) — капитан Рабоче-крестьянской Красной Армии, участник Великой Отечественной войны, Герой Советского Союза (1944).

## Биография
Родился 7 сентября 1920 года в Томске. Татарин. Окончил 10 классов средней школы. В августе 1939 года был призван на службу в Рабоче-крестьянскую Красную Армию. В 1941 году окончил 1-е Московское артиллерийское училище. С этого же года — на фронтах Великой Отечественной войны.
С сентября 1943 года гвардии капитан Шамиль Рахматулин командовал 146-м гвардейским артиллерийско-миномётным полком 14-й гвардейской кавалерийской дивизии 7-го гвардейского кавалерийского корпуса 61-й армии Центрального фронта. Отличился во время битвы за Днепр. 30 сентября 1943 года полк под командованием Шамиля Рахматулина переправился через Днепр в районе посёлка Лоев Гомельской области Белорусской ССР и захватил плацдарм на его западном берегу, после чего отразил большое количество немецких контратак. 1 октября 1943 года погиб в бою. Похоронен в братской могиле в черниговском парке на Валу.
Указом Президиума Верховного Совета СССР «О присвоении звания Героя Советского Союза офицерскому и сержантскому составу артиллерии Красной Армии» от 9 февраля 1944 года за «образцовое выполнение боевых заданий командования на фронте борьбы с немецкими захватчиками и проявленные при этом отвагу и геройство» был удостоен посмертно высокого звания Героя Советского Союза. Также был награждён орденами Ленина, Красного Знамени, Отечественной войны 1-й степени и Красной Звезды.
Память
В его честь названы улица в Казани, улица и переулок в Чернигове.